# Raye
Rachel Keen (London, 1997. október 24. – ), művésznevén Raye brit énekesnő és dalszerző. Legismertebb dala a Jax Jones-szal közösen megjelent You Don’t Know Me, mely a 2017-es Music Sound Of ...díjra jelölték, és a 3. helyen végzett. Említésre méltó még az ugyancsak 2016-ban megjelent Jonas Blue-val közös dal a By Your Side. 2023-ban jelent meg debütáló albuma, a My 21st Century Blues.

## Családi háttere és tanulmányai
Raye Tooting-ban (London egyik városrésze) –  született, egy angol apa és egy ghanai-svájci  anya gyermekeként, mielőtt Croydonba költözött, angol iskolában tanult, de úgy érezte, hogy "korlátozott", annak ellenére, hogy széles körű képzést kapott az iskolában.

## Pályafutása
2014. december 11-én megjelent Raye debütáló albuma Welcome To The Winter címmel, majd 2015. február 7-én debütált a Flowers című kislemeze, majd április 28-án a második kislemez, az Alien.
2016. augusztus 11-én megjelent Raye második Ep-je, Second címmel, majd szintén egy EP látott napvilágot I, U, Us címen, mely a címadó remixeit tartalmazza. Ezután a  Jonas Blue-szal közös dal a By Your Side, jelent meg 2016. október 14-én.
Az igazi áttörést a 2016 októberében megjelent You Don’t Know Me című kislemez hozta meg számára, melyben, mint közreműködő előadó van jelen. A dal több slágerlistára is felkerült, többek között az angol kislemezlistára, ahol a 15. helyig jutott, majd a 3. helyen végzett.
Raye első önálló koncertje a londoni XOYO klubban 2017 február 9-én került megrendezésre, majd 2017. március 10-én közreműködött Charli XCX és Starrah közös koncertjén.

## Diszkográfia

### Stúdióalbumok
| Cím                   | Megjelenés |
| --------------------- | --- |
| My 21st Century Blues | - Megjelent: 2023. február 3. - Kiadó: Human Re Sources - Formátum: Digitális letöltés, CD, hanglemez, kazetta, streaming |

### Középlemezek
| Cím                   | Megjelenés                                                                         |
| --------------------- | ---------------------------------------------------------------------------------- |
| Welcome To The Winter | - Megjelent: 2014 december 11 - Kiadó: Saját kiadás - Formátum: Digitális letöltés |
| Second                | - Megjelent: 2016 augusztus 16 - Kiadó: Polydor - Formátum: Digitális letöltés     |

### Kislemezek
| Dal                         | Év   | Album                  |
| --------------------------- | ---- | ---------------------- |
| "Flowers"                   | 2015 | Nem jelent meg albumon |
| "Alien" (featuring Avelino) | 2015 | Nem jelent meg albumon |
| "Distraction"               | 2016 | Second                 |
| "I, U, Us"                  | 2016 | Second                 |

### Közreműködő előadóként
| Dal                                            | Év   | Legmagasabb slágerlistás helyezés | Legmagasabb slágerlistás helyezés | Legmagasabb slágerlistás helyezés | Legmagasabb slágerlistás helyezés | Legmagasabb slágerlistás helyezés | Legmagasabb slágerlistás helyezés | Legmagasabb slágerlistás helyezés | Legmagasabb slágerlistás helyezés | Legmagasabb slágerlistás helyezés | Album         |
| Dal                                            | Év   | UK                                | AUS                               | AUT                               | FRA                               | GER                               | IRE                               | NLD                               | SWE                               | SWI                               | Album         |
| ---------------------------------------------- | ---- | --------------------------------- | --------------------------------- | --------------------------------- | --------------------------------- | --------------------------------- | --------------------------------- | --------------------------------- | --------------------------------- | --------------------------------- | ------------- |
| "By Your Side" (Jonas Blue featuring Raye      | 2016 | 15                                | 33                                | 56                                | 110                               | 45                                | 13                                | 35                                | 94                                | 50                                | Nem album dal |
| „You Don’t Know Me” (Jax Jones featuring Raye) | 2016 | 3                                 | 12                                | 7                                 | 6                                 | 3                                 | 3                                 | 8                                 | 8                                 | 5                                 | Nem album dal |

### Vendégművészként
| Dal                                                                           | Év   | Előadó(k)  | Album          |
| ----------------------------------------------------------------------------- | ---- | ---------- | -------------- |
| "After the Afterparty" ("VIP" remix, featuring Raye, Stefflon Don & Rita Ora) | 2017 | Charli XCX | Nem album dal  |
| "Dreamer" (featuring Raye and Starrah)                                        | 2017 | Charli XCX | Number 1 Angel |